# Огни варьете
«Огни варьете» (итал. Luci del varietà) — дебютный кинофильм Федерико Феллини, снятый им в 1950 году совместно с Альберто Латтуада.

## Сюжет
Кекко (Пеппино Де Филиппо) — «художественный руководитель» бродячей труппы варьете, путешествующей по Италии на поезде и дающей представления в самых захолустных городках и посёлках. Однажды к ним прибивается красотка Лилиана (Карла Дель Поджо), мечтающая выступать на сцене. Очень быстро выясняется, что никаких талантов у неё, в общем-то, нет. Однако для неискушённого зрителя, перед которым в основном и выступает труппа, это оказывается несущественным: народ бурно приветствует каждое её появление (особенно если она достаточно легко одета), а вскоре у неё появляются и личные поклонники. Кекко также оказывается увлеченным новой «звездой», которую он хочет поднять к вершинам шоу-бизнеса. В результате труппа оказывается брошена на произвол судьбы…

## В ролях
- Пеппино Де Филиппо — Кекко Даль Монте
- Карла Дель Поджо — Лилиана Антонелли (Лили)
- Джульетта Мазина — Мелина Амур
- Джина Маскетти — Валерия дель Соле
- Джон Китцмиллер — трубач Джонни
- Данте Маджо — Ремо
- Джулио Кали — маг Эдисон Уилл
- Сильвио Баголини — Бруно Антонини
- Джозеф Фаллетта — стрелок Билл
- Фолько Лулли — любовник Лилианы